# Monterey (Tennessee)
Pour les articles homonymes, voir Monterey.
Monterey est une municipalité américaine située dans le comté de Putnam au Tennessee.
Selon le recensement de 2010, Monterey compte 2 850 habitants. La municipalité s'étend sur 3,06 milles carrés (7,93 km2).
La localité est fondée par la Cumberland Mountain Coal Company en 1893. Elle devient une municipalité en 1901.